# MG 30
De Maschinengewehr 30 of MG 30 was een door Duitsland ontworpen machinegeweer dat in de jaren 1930 enige dienst met verschillende strijdkrachten zag. Het werd ook aangepast om het standaard Duitse vliegtuiggeweer te worden als de MG 15 en MG 17. Het is het meest opvallend als het ontwerppatroon dat leidde tot de MG 34 en MG 42, en is daarmee een van de belangrijkste voorouders van veel van de wapens in dienst die later verspreid in de 21e eeuw zouden worden gebruikt.

## Geschiedenis
Ontwikkeling van de MG 30 vond plaats onder leiding van Louis Stange op het kantoor in Sömmerda van Rheinmetall. De daadwerkelijke productie van machinegeweren was echter verboden in Duitsland door het Verdrag van Versailles. Rheinmetall omzeilde de bepalingen door het meerderheidsbelang in handen te hebben van de Zwitserse producent Waffenfabrik en de productie daar te laten doorgaan. Het doel was om orders te krijgen voor de herbewapening van de Reichswehr, die zijn arsenaal moderniseerde.
Het ontwerp werd afgewezen door de Duitse Reichswehr die de MG 13 adopteerde. Rheinmetall wendde zich vervolgens tot andere bedrijven en gaf een licentie voor het ontwerp aan Solothurn in Zwitserland en Steyr-Daimler-Puch in Oostenrijk. De productie volgde al snel en werd gebruikt door de strijdkrachten van beide landen als de Solothurn S2-200 en Maschinengewehr Solothurn 1930 respectievelijk MG 30. 2000-3000 exemplaren werden ook gekocht door Hongarije, waar het bekend stond als de Solothurn 31. M Golyószóró.

## Ontwerp
Het wapen is een luchtgekoeld terugslagbediend ontwerp, waarbij standaard 7.92 × 57 mm Mauserkogels werden afgevuurd, gevoed door een licht gebogen 30-kogels magazijn dat aan de linkerkant van het wapen is geplaatst. Het maakt gebruik van een borgring, die zich aan het einde van de loopverlenging bevindt, om de bout te vergrendelen. Binnen de borgring bevinden zich zes sets borgnokken, aangebracht als een onderbroken draad, die passen op de uitsteeksels aan de achterkant van de bout. Rotatie van de ring, die de bout vergrendelt en ontgrendelt, wordt geregeld in een bevestiging aan de buitenzijde van de ring. Het wapen heeft een relatief eenvoudig ontwerp, waarbij de meeste onderdelen een ronde dwarsdoorsnede hebben. De buisvormige ontvanger is een verlenging van de loop. De kolf bevat een buis die de terugstelveer en de geleiding bevat.
De MG 30 vuurde zowel in semiautomatische als volautomatische modus, afhankelijk van hoe ver de tweedelige trekker werd ingeduwd, met een vuursnelheid tussen 600 en 800 kogels per minuut in volautomatische modus. Het omvatte een vouwende tweevoet bevestigd aan twee derde van de loop.

## Varianten
Het Borsig-kantoor van Rheinmetall wijzigde het MG 30-ontwerp voor gebruik als vliegtuiggeweer en produceerde de Flugzeugmaschinengewehr 15 of MG 15. De belangrijkste wijzigingen waren het gebruik van een tweedelige drum-magazijn met 75 kogels en het verwijderen van de kolf voor gebruik in de krappe delen van een bommenwerper.
Verdere modificatie in 1936 leidde tot de MG 17, die naast de drums ook voorzieningen bevatte voor een munitieriem, de vuursnelheid verhoogde tot ongeveer 1.200 kogels per minuut en met zijn ontwerp met een gesloten bout afvuurcyclus, geschikt was voor gebruik op een vliegtuig met synchronisatietandwielsysteem om door de eigen schroef van het vliegtuig te schieten.
Wapens die gebruik maakten van 7,92 × 57 mm kogels werden niet langer als nuttig beschouwd door de Luftwaffe zodra genoeg MG 131 's beschikbaar waren. De gedeeltelijke pantsering van de meeste nieuwe militaire vliegtuigen had de 7,92 x 57 mm SmK-kogel tegen 1940 ingehaald. Veel MG 15's, MG 17's en meerdere moderne 7.92 mm MG 81's werden vervolgens gebruikt door infanterie, vooral sinds 1944. Vele werden aangepast met een tweevoet en een eenvoudige metalen voorraad, en andere MG 17 's en MG 81's met een munitieriem werden ingebouwd in speciale luchtafweer machinegeweren met twin en quad steunen.
47 van deze machinegeweren werden gemaakt in 7 × 57 mm Mauser voor El Salvador.

## Gebruikers
- Oostenrijk
- Bulgarije
- El Salvador
- Nazi-Duitsland
- Hongarije: Solothurn 31.M Golyószóró